# Temnothorax spinosior
Temnothorax spinosior (лат.) — вид мелких по размеру муравьёв рода Temnothorax  из подсемейства мирмицины (Formicidae).

## Распространение
Восточная Азия: Китай, Япония, Южная Корея.

## Описание
Мелкие буровато-чёрные муравьи (около 2 мм). Скапус усика средней длины, почти достаёт задний край головы. Голова овально-удлинённая, метанотальное вдавление слабое, заднегрудь угловатая, с длинными проподеальными шипиками. Грудь и голова сверху с редуцированной скульптурой. Усики 12-члениковые. Вид был впервые описан в 1901 году в качестве вариетета под первоначальным названием Leptothorax congruus var. spinosior Forel, 1901, в 1990 году повышен в статусе до отдельного вида.
Хромосомный набор 2n = 24.